# اروین بالابیو
اروین بالابیو (انگلیسی: Erwin Ballabio; ۲۰ اکتبر ۱۹۱۸ – ۴ مارس ۲۰۰۸) بازیکن و مربی فوتبال اهل سوئیس بود.
از باشگاه‌هایی که در آن بازی کرده‌است می‌توان به باشگاه فوتبال تون اشاره کرد.
وی همچنین در تیم ملی فوتبال سوئیس بازی کرده‌است.